# Africké umění

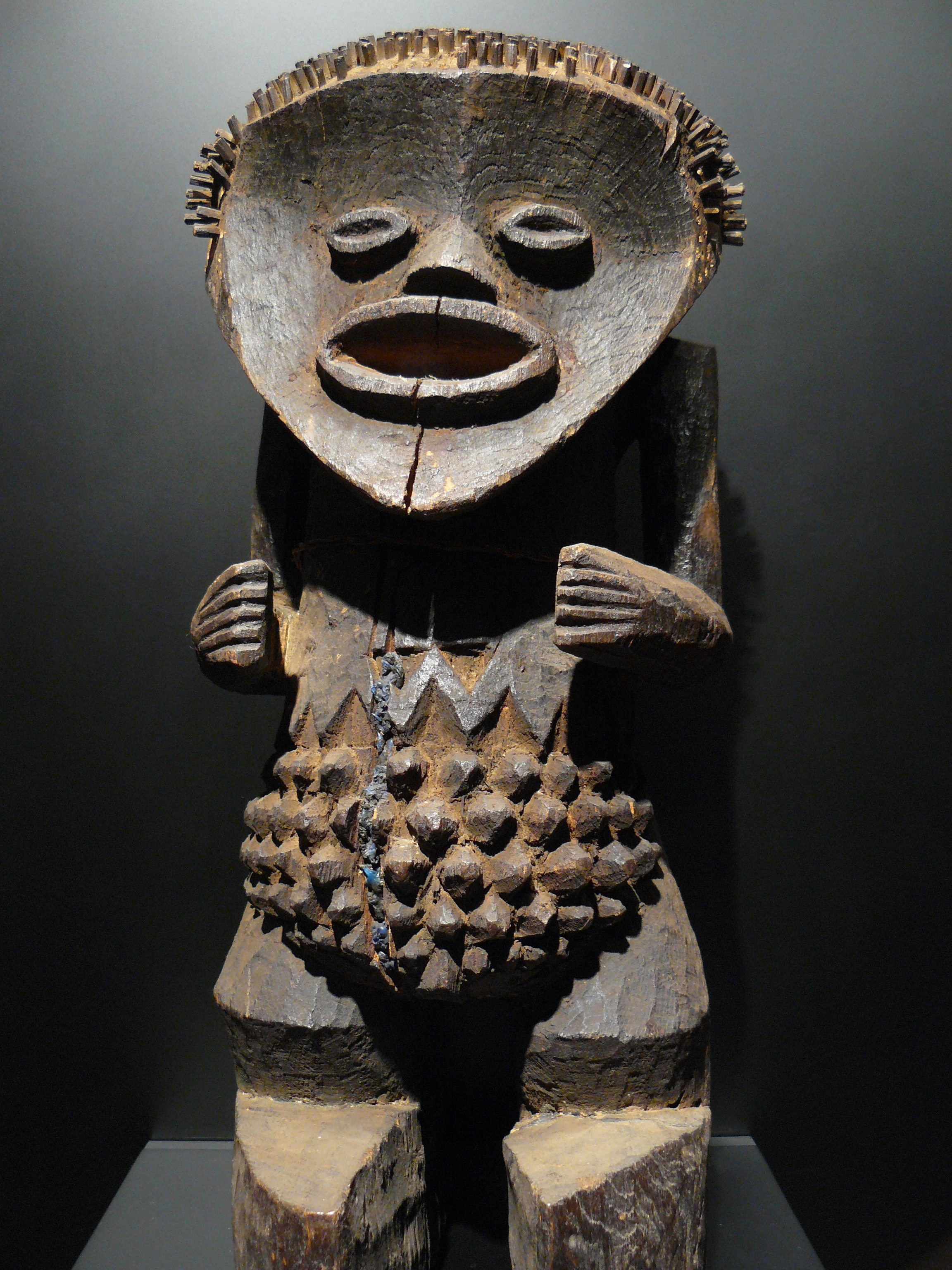
Soška nigerijského kmene Mambila

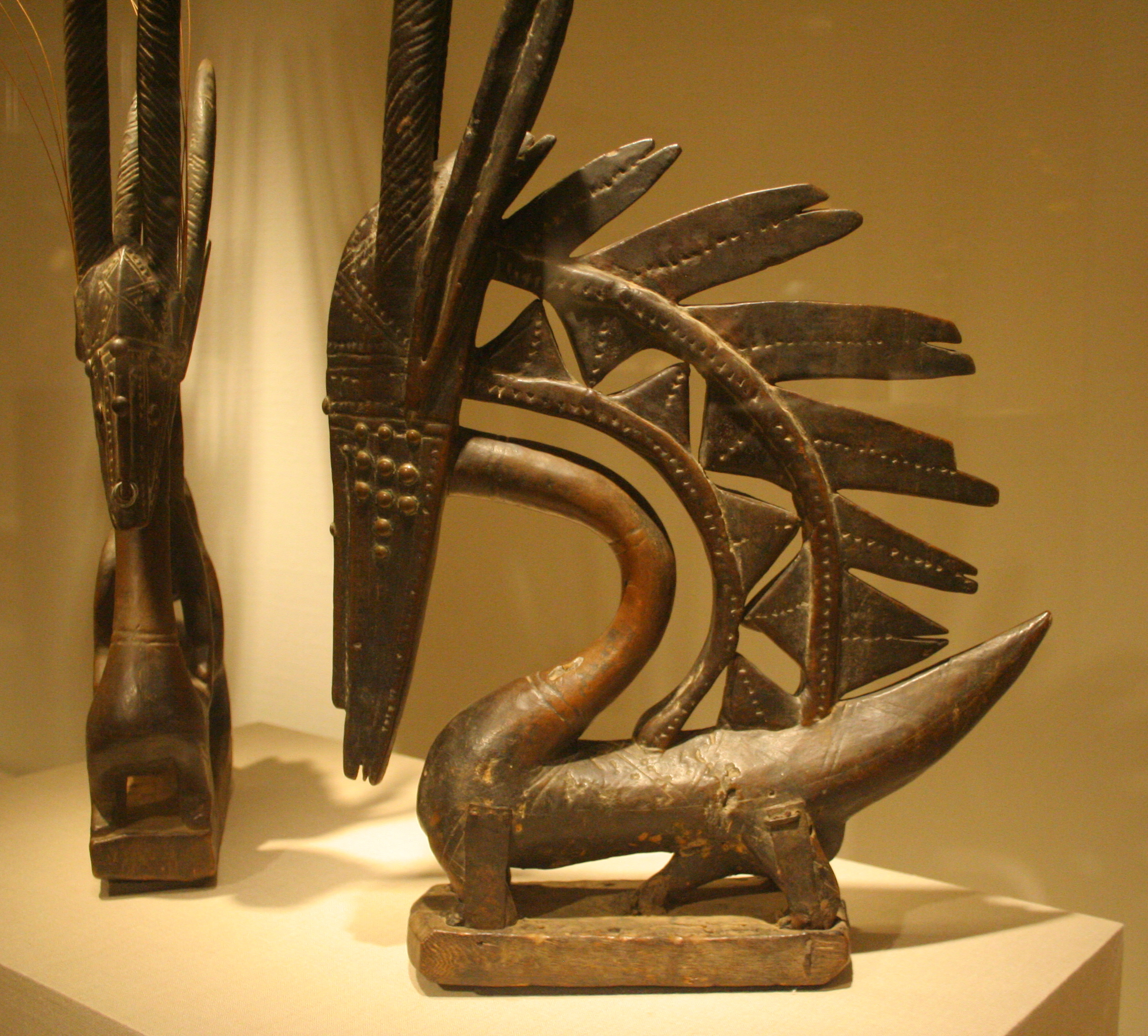
Nástavec na masku v podobě antilopy (chiwara), Bambarové, Mali

Africké umění je významná součást africké kultury, umění původních a přistěhovalých obyvatel Afriky, etnických skupin a národů v černošských oblastech Afriky od pravěku do 20. století. Zahrnuje uměleckou tvorbu až dosud jen velmi málo prozkoumané doby prehistorické, z níž se zachovaly zejména skalní malby, rytiny a sošky, přes starověk a středověk, kdy do severních částí kontinentu proniká islám, až do současnosti, v níž je živá tradice etnických "primitivních" umění (obřadní masky, dřevěné a hliněné plastiky, tance, písně, kroje).
K nejstarším centrům světového uměleckého vývoje patří staroegyptské umění, které mělo vliv na antické umění. Typická pro něj byla náboženská tematika, monumentální sochařství a architektura (egyptské pyramidy). Postavy se konvenčně zobrazovaly z profilu, jejich důležitost byla symbolicky vyjádřena různou velikostí.
Pro období zámořských objevů byly charakteristické slonovinové figurky, označované jako afroportugalské umění, které byly žádaným obchodním artiklem. Velký ohlas zaznamenalo africké umění v Evropě na konci 19. století, kdy se stalo inspiračním zdrojem moderny. Josef Čapek vydal roku 1938 knihu Umění přírodních národů, v níž píše: „Uměním těchto národů prochází totiž úžasná živost a přírodnost. Proudí jím tak nadmíru prudkým a neregulovaným způsobem, že běžný evropský cit nemá se tu na čem zastaviti a jat jakousi vyleknutou závratí bývá velmi nakloněn označovati tuto živost a přírodnost za primitivismus nebo barbarství.“
Významným projevem afrického řezbářství jsou masky se stylizovanou podobou zvířat nebo duchů, spjaté s rituály západoafrických tajných společností. Kunsthistorikové označují masky za africký protějšek evropských katedrál. Stylizace masek se výrazně lišila mezi jednotlivými kmeny. Ze dřeva také vznikaly sošky sloužící kultu předků, který provozovali například Dogoni. Akanové užívali bohatě vyřezávané stoličky, nejznámější je Zlatý stolec, symbol Ašantské říše. Častým figurálním motivem jsou karyatidy.
Příkladem mistrovského zpracování kovu jsou realistické bronzové plastiky pocházející z království Benin. Známá jsou také ašantská kovová závaží odlévaná metodou ztraceného vosku, znázorňující různá přísloví.
Vyspělost staré africké architektury dokládají ruiny známé jako Velké Zimbabwe, pocházející z 11. století; cenným tamním artefaktem je socha ptáka vytvořená z mastku. Velká mešita ve městě Djenné v Mali, postavená z nepálených cihel a zpevněná palmovými kmeny, byla zapsána na seznam Světové dědictví.
Jako oděv slouží v oblasti Guinejského zálivu pestré látky se symbolickými geometrickými vzory zvané kente, ve vnitrozemí jsou jejich obdobou volné vyšívané košile, které nosí Hausové. Kubové v Kongu vyráběli z lýka rafiové palmy látku podobnou sametu.
Představiteli moderního afrického umění jsou malíři Malangatana Ngwenya z Mosambiku, Uche Okeke z Nigérie nebo Gilbert G. Groud z Pobřeží slonoviny, proslulé jsou sochy ze serpentinitu, které vytvářejí Šonové v umělecké kolonii Tengenenge. Z Tanzanie pochází malířský styl tingatinga, naivistické obrázky na hobře vyznačující se odvážnou barevností a karikaturní nadsázkou.